# روبيو (لاعب كرة قدم إسباني)
روبيو (بالإسبانية: Óscar Montalbán Ramos)‏ هو لاعب كرة قدم إسباني في مركز الدفاع، ولد في 17 مايو 1976 في مدريد في إسبانيا. لعب مع ديبورتيفو لاكورونيا ورايو فايكانو وريال مايوركا ب وريال مدريد ونادي ديبورتيفو طليطلة ونادي فارنزي ونادي ليفينغستون ونادي مريدا.

## وصلات خارجية
- روبيو على موقع Soccerbase.com (لاعب) (الإنجليزية)